# Chikodi
Chikodi là một thị xã của huyện Belgaum thuộc bang Karnataka, Ấn Độ.

## Địa lý
Chikodi có vị trí 16°26′B 74°36′Đ / 16,43°B 74,6°Đ Nó có độ cao trung bình là 683 mét (2240 feet).

## Nhân khẩu
Theo điều tra dân số năm 2001 của Ấn Độ, Chikodi có dân số 32.820 người. Phái nam chiếm 51% tổng số dân và phái nữ chiếm 49%. Chikodi có tỷ lệ 73% biết đọc biết viết, cao hơn tỷ lệ trung bình toàn quốc là 59,5%: tỷ lệ cho phái nam là 79%, và tỷ lệ cho phái nữ là 66%. Tại Chikodi, 12% dân số nhỏ hơn 6 tuổi.